# 魏瑞兴
魏瑞兴（1957年5月—），男，江苏常熟人，中华人民共和国外交官，曾任中华人民共和国驻巴布亚新几内亚独立国特命全权大使、中华人民共和国驻纳米比亚共和国特命全权大使和中华人民共和国驻立陶宛共和国特命全权大使。

## 生平
1980年，毕业于北京外国语学院英语系，进入中华人民共和国外交部工作，先后在外交部领事司、驻英国大使馆任职。1993年，赴荷兰阿姆斯特丹大学法学院进修。1995年，任外交部领事司副司长。1998年12月，出任中华人民共和国驻芝加哥总领事。2003年，任外交部扶贫办主任。2006年3月，出任中华人民共和国驻巴布亚新几内亚大使。2010年5月，出任中华人民共和国驻纳米比亚大使。2012年，任外交部大使。2013年，任上海市人民政府外事办公室副主任。2015年4月，出任中华人民共和国驻立陶宛大使。2018年1月，自驻立陶宛大使离任。

## 家庭
已婚，有一子。